# Pietro da Cortona

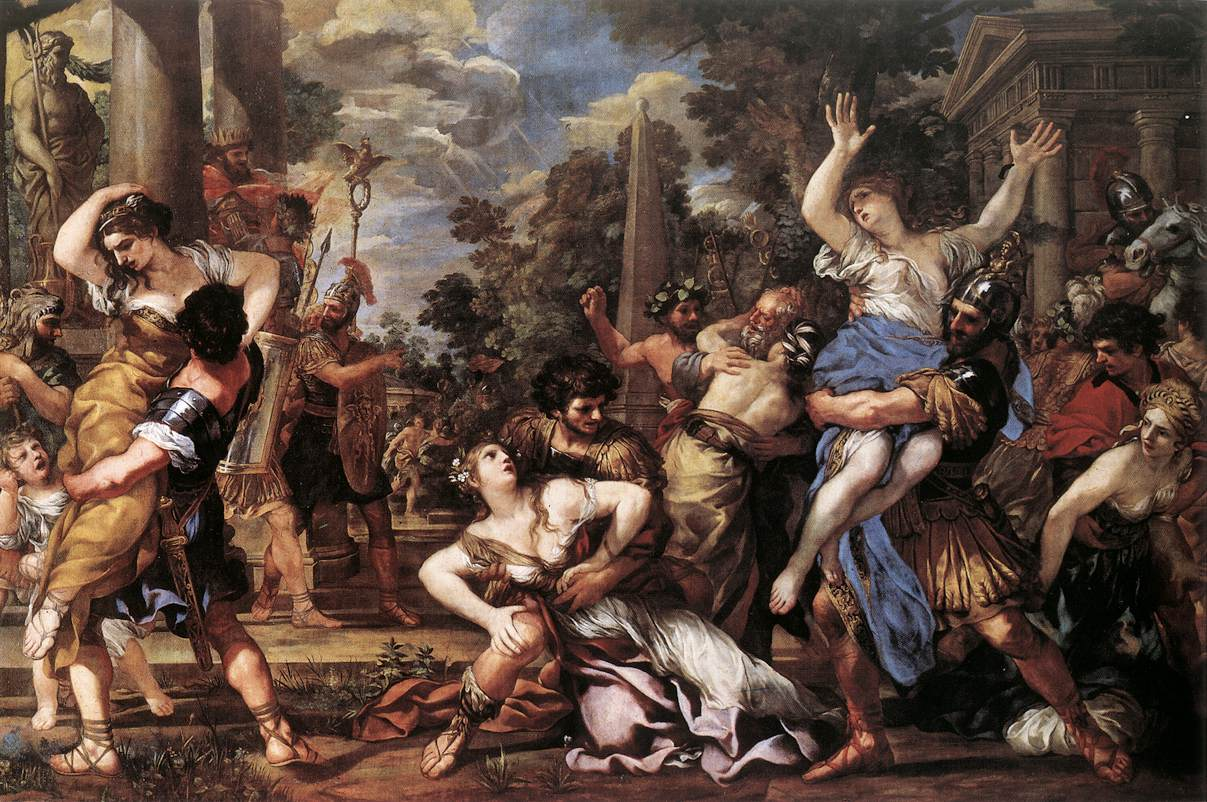
Únos Sabinek

Pietro da Cortona (1. listopadu 1596 Cortona – 16. května 1669 Řím) byl malíř a architekt pozdního římského baroka.

## Život
Roku 1612 se Pietro da Cortona, spolu se svým učitelem, malířem Commodim přestěhoval do Říma. V malbě přispěl zejména k rozvoji monumentálních iluzorních fresek. Jako architekt patřil vedle Berniniho a Borrominiho k nejvýznamnějším představitelům pozdního baroka. Počátek jeho tvorby byl ovlivněn manýrismem, na konci tvůrčího období se u něj objevují klasicistní prvky.

## Dílo

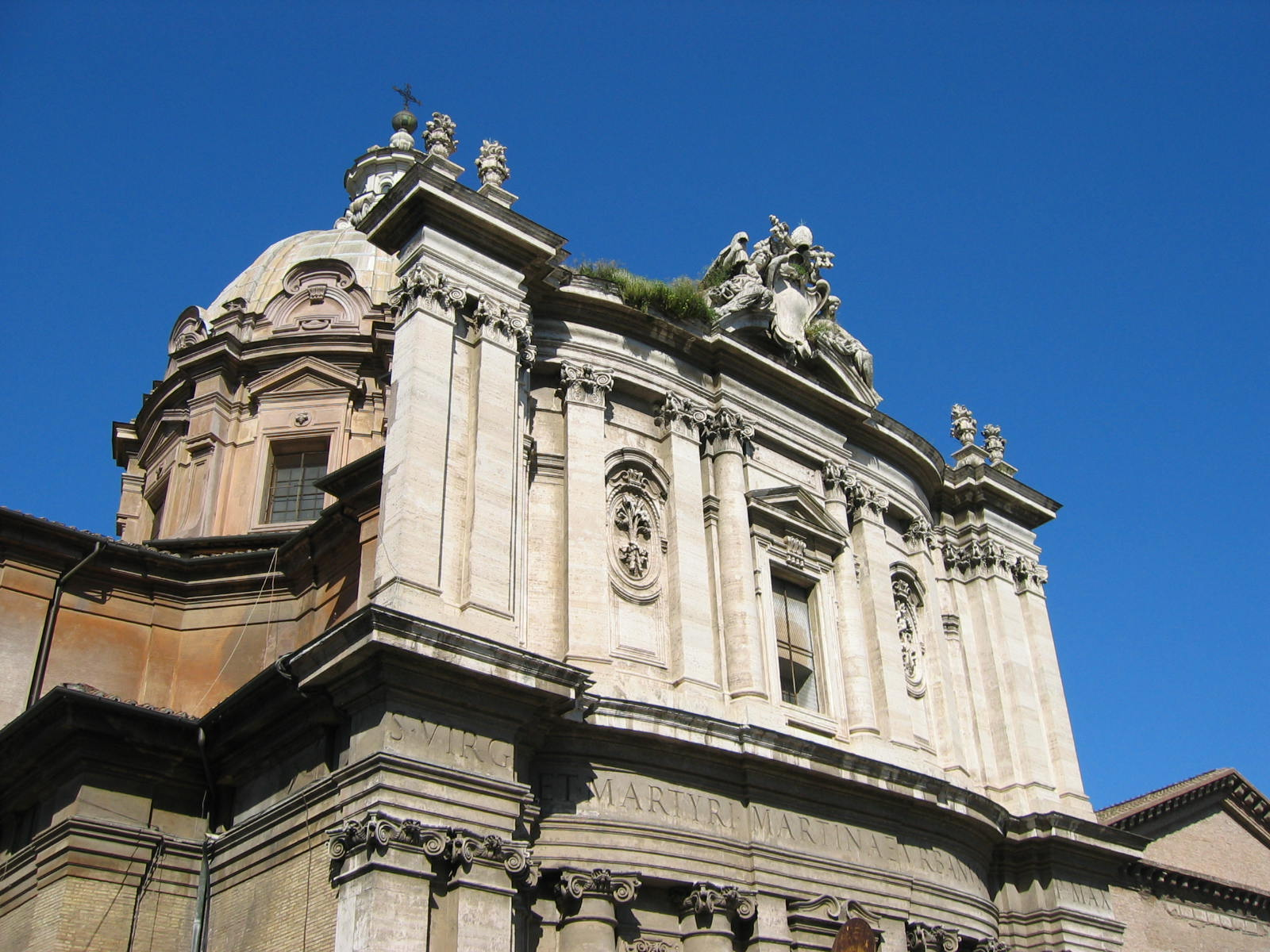
Santi Luca e Martina

### Stavby
- San Carlo al Corso, Řím, 1612–1684
- Villa del Pigneto, 1626–1636
- Santi Luca e Martina, Řím, 1634–1650
- Santa Maria della Pace, Řím, 1656–1657
- Santa Maria in Via Lata, Řím, 1658–1663
- návrh dokončení Louvru, 1664

### Malby
- Alegorie Boží prozřetelnosti a moci Barberiniů, freska v Palazzo Barberini, Řím, 1632–1639
- Kamenování svatého Štěpána, 1660
- Únos Sabinek, Pinacoteca Capitolina
- Marcello Borghese, Galleria Borghese
- Čtyři scény z Davidova života, Vatikánská muzea